# Jennifer Ouellette
Jennifer Ouellette (17 de mayo de 1964) es una escritora especializada en aspectos científicos. Sus obras están enfocadas a temas poco específicos,  buscando exponer los acontecimientos de la ciencia de una manera relevante y escueta.

## Vida y carrera
Ha sido editora asociada de APN News,  publicación mensual de la sociedad estadounidense de física en la que escribió la columna " Este mes en la historia de la física". Es miembro de la Asociación Nacional de escritores y científicos estadounidenses. También ha realizado diversas publicaciones en temas como las pirámides mayas, los  números fractales, la acústica, etcétera.  Además se ha caracterizado por ser una promotora de la educación y la divulgación científica.

## Obra literaria
- Black Bodies and Quantum Cats: Tales from the Annals of Physics (Cuerpos Negros y Gatos Cuánticos: Relatos de los Anales de la Física, Nueva York, ISBN 978-0143036036 2005

- The Physics of the Buffyverse (La Física de los Buffyverso), ilustró Paul Dlugokencky, Penguin Books (Nueva York,  ISBN 0143038621 2006

- The Calculus Diaries: How Math Can Help You Lose Weight, Win in Vegas, and Survive a Zombie Apocalypse, Penguin Books, 2010. ISBN 978-0143117377

- The Best Science Writing Online 2012, (editor), Scientific American /Farrar, Straus and Giroux (New York, NY), 2012. ISBN 978-0374533342

- Me, Myself, and Why: Searching for the Science of Self, Penguin Books (New York, NY), 2014. ISBN 978-0143121657